# All About Tonight
Az All About Tonight Pixie Lott brit énekesnő kislemeze Young Foolish Happy című albumáról. 2011. szeptember 2-án jelent meg Írországban, majd két nappal később a Mercury Records gondozásában az Egyesült Királyságban. 2011. július 11-én debütált a felvétel egy angol rádiós műsorban.

## Háttér
A dalt a stúdióban írta Lott, Tebey szerzővel és Brian Kidd producerrel, Los Angeles városában. Tebey egy új menedzserrel, Ed Jefferson-nal dolgozott, akinek köszönhetően találkozott Kidd-el. Közös munkájukként Tebey írta a dal egy részét: ...Nem igazán szerettem; úgy gondoltam, nem olyan erős, mint amennyire kéne. Egy régi barátomat, Tommy Lee James-t hívtam [...] Épp Los Angelesben volt, így eljött a stúdióba, és együtt írtuk a szöveg nagy részét....", majd hozzátette, "Nem neki (Pixie-nek) írtuk. Egyszerűen egy nagyszerű, tempós pop dalt akartunk, és ez véletlenül történt, hogy épp az ő karrierjéhez kerestek egy ilyen számot, mellyel betörhet Amerikába... de a felvétel határozottan sikeres lehet az Egyesült Királyságban is."

## Videóklip
A dalhoz tartozó videóklipet Marc Klasfeld rendezte. A kisfilmet Los Angeles belvárosában forgatták, és 2011. július 14-én debütált az énekesnő VEVO csatornáján.

## Élő előadások
Lott a televíziós játékműsor, a Red or Black? 2011. szeptember 4-i adásán énekelte el élőben a dalt.

## Dallista
- iTunes remix EP[7]

1. All About Tonight – 3:05
2. All About Tonight (akusztikus) – 2:34
3. All About Tonight (The Alias Remix) – 5:51
4. All About Tonight (The Mike Delinquent Project Remix) – 5:03
5. All About Tonight (videó) – 3:13

## Slágerlistás helyezések
| Slágerlista (2011)            | Legjobb helyezés |
| ----------------------------- | ---------------- |
| Ír kislemezlista              | 9                |
| Skót kislemezlista            | 1                |
| Dél-koreai Gaon kislemezlista | 22               |
| Brit kislemezlista            | 1                |

## Megjelenések
| Ország             | Dátum                | Kiadó           | Formátum           |
| ------------------ | -------------------- | --------------- | ------------------ |
| Egyesült Királyság | 2011. szeptember 2.  | Mercury Records | Digitális letöltés |
| Ausztrália         | 2011. szeptember 23. | Mercury Records | Digitális letöltés |

## Fordítás
Ez a szócikk részben vagy egészben  az   All About Tonight (Pixie Lott song) című angol Wikipédia-szócikk fordításán alapul.  Az eredeti cikk szerkesztőit annak laptörténete sorolja fel. Ez a jelzés csupán a megfogalmazás eredetét és a szerzői jogokat jelzi, nem szolgál a cikkben szereplő információk forrásmegjelöléseként.